# Oskar Vogt
Oscar Vogt (n. 6 aprilie 1870 în Husum, Shleswig Holstein, Germania; d. 30 iulie 1959 în Freiburg Breisgau, Germania) a fost un fizician și neurologist german. A studiat medicina la Kiel și la Jena obținând doctoratul la Jena în 1894.

## Contribuții științifice
Fiind neurochirurg, a adus contribuții la elucidarea organizării creierului și a elaborat un model al organizării acestuia pe baza funcțiilor existente.

## Scrieri
- Vorderhirn, Handbuch der mikroskopischen Anatomie des Menschen, volumul 4, 2; Berlin
- (în colaborare cu soția sa, la fel neurologistă, Cécile) Zur Kenntnis der elektrisch erregbaren Hirnrinde-Gebiete bei den Säugetieren, Journal für Psychologie und Neurologie, Leipzig, 1907, volumul 18, supliment
- Allgemeine Ergebnisse unserer Hirnforschung, Journal für Psychologie und Neurologie, Leipzig, 1919, volumul 25, supliment 1, p 273–462
- Zur Lehre der Erkrankungen des striären Systems, Journal für Psychologie und Neurologie, Leipzig, 1920, volumul 25 (supliment 3): 627–846
- Erkrankungen der Grosshirnrinde, Journal für Psychologie und Neurologie, Leipzig, 1922, volumul 28
- Die Grundlagen und die Teildisziplinen der mikroskopischen Anatomie des Zentralnervensystems, Handbuch der mikroskopischen Anatomie des Menschen, volumul 4; Berlin, 1928

1. ↑  Oskar Vogt, Brockhaus Enzyklopädie
2. ↑  Oskar Vogt, Who Named It?, accesat în 9 octombrie 2017
3. 1 2  Autoritatea BnF, accesat în 10 octombrie 2015
4. ↑  „Oskar Vogt”, Gemeinsame Normdatei, accesat în 9 aprilie 2014
5. ↑  „Oskar Vogt”, Gemeinsame Normdatei, accesat în 10 decembrie 2014
6. ↑  „Oskar Vogt”, Gemeinsame Normdatei, accesat în 30 decembrie 2014
7. ↑  Czech National Authority Database, accesat în 1 martie 2022